# Ouham
Ouham – rzeka w środkowej Afryce, w Republice Środkowoafrykańskiej i Czadzie.
Źródła rzeki znajdują się na wyżynie w zachodniej części Republiki Środkowoafrykańskiej. Rzeka początkowo płynie w kierunku wschodnim, po czym skręca na północ i wpływa na terytorium Czadu, gdzie znana jest jako Baḥr Sara. Rzeka uchodzi do rzeki Szari, na północ od miasta Sarh.
Rzeka ma długość 676 km i jest żeglowna w dolnym biegu.